# 洪慶懷
洪慶懷，台灣退役足球員、現職足球教練。高中就讀華江高中，並代表足球隊出賽，同時高中二年級便效力於大同足球隊。就讀輔仁大學及其研究所時，代表校隊競逐大專足球聯賽，並贏得一次冠軍。畢業後，於輔大任課及執教男子足球校隊，同時也在與輔大建教合作的航源FC執教。

## 生平

### 球員生涯
洪慶懷高中時就讀華江高中，並代表足球隊出賽，同時高二便效力於大同足球隊並征戰全國男子甲組足球聯賽。於2004年代表中華台北出賽香港國際青年（U20歲）足球賽。就讀大學與研究所時，代表輔仁大學足球校隊競逐大專校院足球運動聯賽，在2003年以11顆進球贏得聯賽進球王，同時替輔大贏得聯賽季軍。還有在研究所畢業將近之時，於98學年度大專足球聯賽決賽，當輔大與台灣體院以一比一進入延長賽時，身為隊長的洪慶懷射進十二碼球，令輔大以二比一勝利，贏得自2002年來的首座冠軍。

### 教練生涯
洪慶懷自畢業並服完義務役後，自2011年起便在輔大執教，並曾邊帶隊，邊攻讀國立臺灣師範大學體育博士。從他領軍輔大開始，輔大於100學年獲得殿軍，101學年、102學年獲得亞軍，103學年度、104學年獲得季軍，105學年獲得亞軍，106學年則繼其學生時代再度贏得冠軍。此外，因輔大與航源事業建教合作，他也由於此而執教航源足球隊，並挑戰台灣企業甲級足球聯賽。